# Chemisch zuurstofverbruik
De bepaling van het chemisch zuurstofverbruik of CZV (Engels: COD of Chemical Oxygen Demand) wordt uitgevoerd om te bepalen hoeveel oxideerbaar materiaal in water aanwezig is. Micro-organismen zoals bacteriën kunnen vervuiling in het water afbreken. Indien er te veel organisch materiaal in afvalwater is, dan is er naar verhouding te weinig zuurstof voor eventuele andere organismen in het water. Het CZV geeft het gewicht aan zuurstofgas weer dat verbruikt wordt om het oxideerbaar materiaal af te breken en wordt uitgedrukt in milligram per liter (mg/L). In oude referenties kan de eenheid deeltjes per miljoen deeltjes (parts per million) of ppm teruggevonden worden.

## Overzicht
Het CZV is gebaseerd op het feit dat bijna alle organische stoffen volledig geoxideerd worden tot CO2 met behulp van een sterke oxidator onder (de voor sterke oxidatoren noodzakelijke) zure omstandigheden. De hoeveelheid zuurstofgas die hiervoor nodig is, wordt gegeven door:
{\displaystyle {\mbox{C}}_{n}{\mbox{H}}_{a}{\mbox{O}}_{b}{\mbox{N}}_{c}+\left(n+{\frac {a}{4}}-{\frac {b}{2}}-{\frac {3}{4}}c\right){\mbox{O}}_{2}\rightarrow n{\mbox{CO}}_{2}+\left({\frac {a}{2}}-{\frac {3}{2}}c\right){\mbox{H}}_{2}{\mbox{O}}+c{\mbox{NH}}_{3}}
In tegenstelling met het biologisch zuurstofverbruik (BZV), een andere methode om de hoeveelheid organische stoffen in het water te bepalen, bepaalt het CZV de oxidatie van bijna de volledige hoeveelheid organisch materiaal tot koolstofdioxide in het water. Daarom maakt het CZV geen onderscheid tussen biologisch actieve organische stoffen en biologisch inactieve organische stoffen. Daarentegen heeft het CZV als duidelijk voordeel dat de bepaling slechts een drietal uur duurt tegenover 5-7 dagen voor het BZV.
De internationale organisatie voor standaardisatie (International Organization for Standardization - ISO) beschrijft een standaardmethode voor de bepaling van het CZV in de ISO 6060 richtlijn.

## Geschiedenis
Gedurende vele jaren werd het sterk oxiderende kaliumpermanganaat (KMnO4) gebruikt voor de CZV-bepaling. Omdat de efficiëntie waarmee kaliumpermanganaat organisch materiaal oxideert sterk kan variëren van stof tot stof, waren de resulterende CZV-metingen dikwijls variabel. Bovendien lagen BZV-waarden dikwijls hoger dan CZV-waarden, wat erop wees dat niet alle materiaal werd geoxideerd zodat de metingen onbetrouwbaar waren.
Sindsdien werden verschillende reagentia gebruikt zoals cerium(IV)sulfaat, kaliumjodaat en kaliumdichromaat voor de bepaling van het chemisch zuurstofverbruik. Van al deze reagentia gaf kaliumdichromaat (K2Cr2O7) de beste resultaten, omdat het organisch materiaal het beste oxideerde. Bovendien is het relatief goedkoop en gemakkelijk te zuiveren, evenals het ook bij de bepaling gebruikte zwavelzuur. Een nadeel zijn wel de carcinogene eigenschappen van de hexavalente chroomverbindingen.

## Uitvoering met behulp van kaliumdichromaat
Kaliumdichromaat (K2Cr2O7) is een sterk oxiderend reagens onder zure omstandigheden. De geschikte zuurtegraad wordt in de meeste gevallen bereikt door toevoegen van (geconcentreerd) zwavelzuur. De algemene reactie die kaliumdichromaat ondergaat, wordt gegeven door:
{\displaystyle {Cr_{2}O_{7}}^{2-}+monster+H_{3}O^{+}\ \longrightarrow H_{2}O+Cr^{3+}+monster-O_{2}} (reactievergelijking zonder coëfficienten of voorgetallen)
De algemene reactie die kaliumdichromaat aangaat met de organische stoffen in het afvalwater wordt dan gegeven door:
{\displaystyle C_{n}H_{a}O_{b}N_{c}\ +\ dCr_{2}O_{7}^{2-}\ +\ (8d\ +\ c)H^{+}\rightarrow nCO_{2}\ +\ {\frac {a+8d-3c}{2}}H_{2}O\ +\ cNH_{4}^{+}\ +\ 2dCr^{3+}}
Hierin is d = 2n/3 + a/6 - b/3 - c/2. De hoeveelheid kaliumdichromaat wordt aangepast aan de te verwachten hoeveelheid afval in het water, omdat een overmaat aan dichromaat is vereist om alle organisch materiaal te oxideren. Zeer dikwijls gebruikt men een concentratie van 0,0425 mol·l−1 (= 0,25 Normaal) aan kaliumdichromaat oplossing voor de bepaling van het CZV. Voor de bepaling van een CZV lager dan 50 mg/L, wordt een lagere concentratie, bijvoorbeeld een 10 keer verdunde, gebruikt.
Tijdens de redoxreactie, wordt het zeswaardig chroom in dichromaat gereduceerd tot Cr3+. De totale hoeveelheid gereduceerd chroom wordt na de reactie bepaald en is een indirecte maat voor de hoeveelheid organisch materiaal.
Bij een typische bepaling van het CZV, wordt een hoeveelheid afvalwater samen met een kleine hoeveelheid HgSO4 (om Cl− af te vangen) en de katalysator AgSO4 in een kolf gebracht. Er wordt eveneens een gepaste hoeveelheid zwavelzuur toegevoegd (veelal 50 ml per liter te onderzoeken water). De reactie vindt immers plaats in sterk zuur milieu. Deze oplossing wordt gerefluxt gedurende minstens een uur. Tot slot wordt de overmaat dichromaat bepaald door titratie met behulp van Mohrs zout of het spectrofotometrisch meten van de kleur (groen of geel).

### Blancometingen
Omdat bij de bepaling van het CZV er altijd verliezen van kaliumdichromaat zijn en omdat er ook anorganische stoffen worden geoxideerd, worden er ook blanco monsters geanalyseerd. Dergelijke blanco's bevatten een equivalente hoeveelheid zuiver water in plaats van afvalwater, terwijl alle andere reagentia worden toegevoegd en het recept voor de rest identiek blijft. Het CZV van het blanco monster wordt afgetrokken van het CZV van het gemeten monster, zodanig dat enkel een CZV-waarde wordt bekomen voor het organisch materiaal.

### Bepaling van de overmaat (titratie door middel van Mohrs zout)
Omdat het organisch materiaal in het afvalwater volledig geoxideerd moet worden, wordt een overmaat kaliumdichromaat toegevoegd. De bepaling van de overmaat kaliumdichromaat gebeurt door middel van titratie met Mohrs zout. Mohrs zout dat Fe2+ bevat (oxidatie van Fe2+ tot Fe3+ tijdens de titratie) wordt gebruikt, vanwege het grote moleculaire gewicht (waardoor, in vergelijking met laagmoleculaire ijzerzouten, veel nauwkeuriger bekende concentraties gemakkelijk aan te maken zijn door afweging van de vaste stof). De redoxreactie tijdens de titratie is:
{\displaystyle 6Fe^{2+}+14H^{+}+{Cr_{2}O_{7}}^{2-}\ \longrightarrow 6Fe^{3+}+2Cr^{3+}+7H_{2}O}
Bij de titratie maakt men gebruik van fenantroline als indicator. Wanneer de overmaat dichromaat weggereageerd is zal de kleur van de oplossing veranderen van blauw-groen (de chroom(III)-kleur) tot roodachtig bruin, een mengkleur van het rood-oranje ijzer(II)fenantroline met het blauw-groen van het chroom(III).

### Berekenen van het CZV
De volgende formule wordt gebruikt voor de bepaling van het CZV:
{\displaystyle CZV={\frac {8000(v_{bl}-v_{s})M}{v_{staal}}}}
Met:
vbl: het volume Mohrs zout dat getitreerd werd voor het blanco monster (in mL)
vs: het volume Mohrs zout dat getitreerd werd voor het echte monster (in mL)
vstaal: het volume afvalwater dat in het begin van de proef werd genomen (in mL)
M: de concentratie van de Mohrszoutoplossing in mol/L
CZV: de chemische zuurstofvraag in mg/L